# Floyd Landis
Floyd Landis (Farmersville, 14 oktober 1975) is een voormalig Amerikaans wielrenner. Hij won in 2006 aanvankelijk de Ronde van Frankrijk. In de week na deze overwinning werd echter bekend dat Landis positief had getest op het gebruik van doping tijdens deze Tour. Ook de contra-expertise was positief, waardoor hij voor twee jaar geschorst kon worden. In mei 2007 werd Landis officieel geschrapt als Tourwinnaar. Op 18 januari 2011 verklaarde Landis aan de pers niet in het wielerpeloton terug te keren.

## Biografie

### Jeugd
Landis werd geboren in een doopsgezinde gemeenschap in het hart van een van de grootste Amish- en mennonietengemeenschappen in de VS. De ouders van Landis stonden er eigenlijk helemaal niet achter dat hun zoon op de fiets klom. Landis was gedwongen in het geheim en vaak 's nachts de fiets te pakken voor een training. 
In 1990, zo rond zijn 15de, nam hij het besluit uit de geloofsgemeenschap te stappen.

### Wielerloopbaan
Landis werd professioneel wielrenner in 1999. In dat jaar werd hij derde in de Ronde van de Toekomst. In 2002 deed hij voor het eerst mee aan de Ronde van Frankrijk, in dienst van US Postal. Hij werd 61ste, terwijl zijn kopman Lance Armstrong de Ronde won. Ook in 2003 en 2004 reed Landis de Ronde van Frankrijk, in 2004 wist hij 24ste te worden. Toen Landis na de Tour van 2004, in tegenstelling tot andere renners, nog geen nieuw contractvoorstel had gehad, ging hij op zoek naar een ander team. Hij tekende een contract bij Phonak. Daarmee eindigde hij in de Tour van 2005 op de negende plaats.
In 2006 won Landis de Franse ProTour-wedstrijd Parijs-Nice. Hij had deze overwinning vooral te danken aan zijn tweede plaats in de derde etappe naar Saint-Étienne, achter de Spanjaard Francisco Javier Vila.

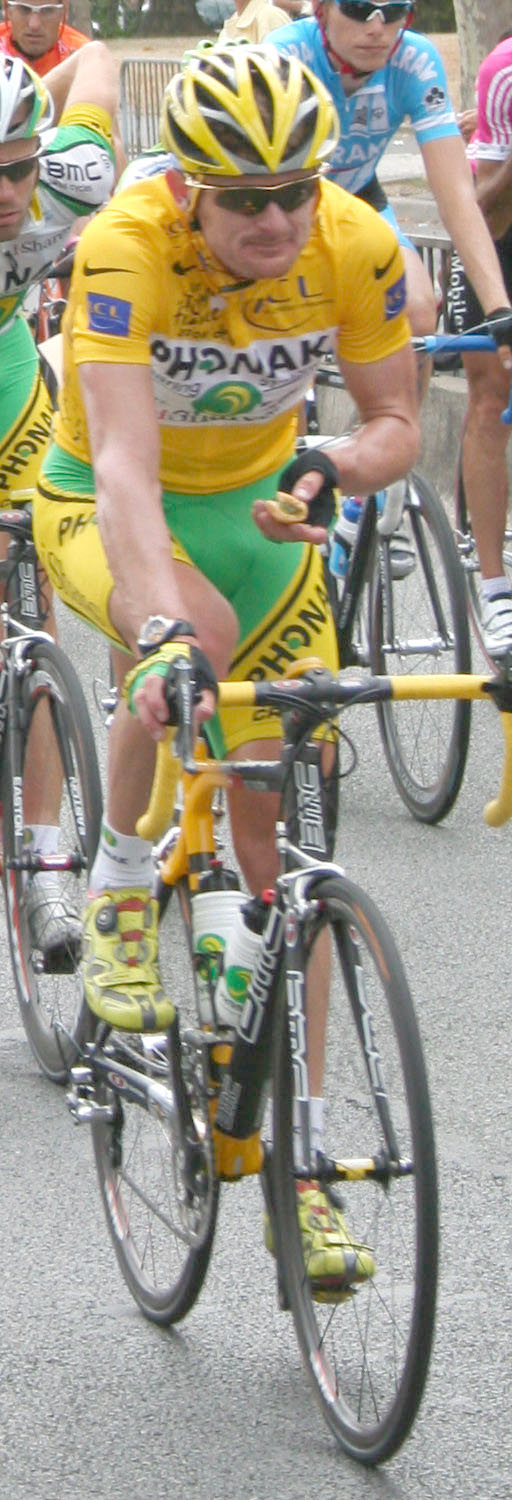
Floyd Landis in de Ronde van Frankrijk 2006

### Ronde van Frankrijk 2006
Toen voorafgaand aan de Ronde van Frankrijk van 2006 bleek dat zowel Ivan Basso als Jan Ullrich door hun ploegen geschorst werd vanwege vermeend dopinggebruik, gold Landis als een van de voornaamste favorieten voor de eindzege. De Amerikaan veroverde de gele trui in de 11de etappe, een bergrit in de Pyreneeën, waarin hij derde werd in dezelfde tijd als winnaar Denis Mensjov. Twee dagen later gaf hij de trui weer uit handen, toen de Spanjaard Óscar Pereiro in een vlakke etappe bijna een half uur won op het peloton, en daarmee anderhalve minuut voorsprong kreeg op Landis in het algemeen klassement. Landis en zijn ploeg verklaarden blij te zijn de gele trui niet meer te hoeven verdedigen tot de etappes in de Alpen, en daarom bewust niet achter Pereiro aan te hebben gereden.
In de 15de etappe naar Alpe d'Huez heroverde Landis de leiding in het algemeen klassement en leek hij de beste papieren te hebben om met het geel om de schouders Parijs binnen te rijden. Een dag later zakte hij echter volledig door het ijs op de slotklim van een zware bergetappe naar La Toussuire, waarin hij op acht minuten van zijn voornaamste concurrenten eindigde. Pereiro wist hierdoor de gele trui weer over te nemen. Weer een dag later, tijdens de 17de etappe, trok Landis vroeg in de etappe ten aanval en wist hij met een monsterontsnapping veel tijd terug te winnen. In het algemeen klassement kwam hij op slechts 30 seconden van Pereiro te staan en 18 seconden van nummer twee Carlos Sastre. Het was na deze rit dat Landis een positieve test afleverde. In de tijdrit op de voorlaatste dag heroverde hij het geel. In de slotetappe kwam zijn leidersplaats niet meer in gevaar. Hij eindigde zo met een voorsprong van 57 seconden op Óscar Pereiro, de kleinste marge sinds de Ronde van Frankrijk 1989.

### Doping en verdere leven
Op 27 juli 2006 maakte Phonak bekend dat Landis positief had getest op het gebruik van doping. Het ging hierbij om de verhouding testosteron/epitestosteron, gemeten na de opmerkelijke solo-aanval in de door Landis gewonnen 17de etappe. Op 5 augustus 2006 bleek de contra-expertise ook positief te zijn. Landis werd daarop op staande voet ontslagen door zijn ploeg Phonak.
Landis bleef ook na de contra-expertise ontkennen doping gebruikt te hebben. Hij noemde als mogelijke verklaringen alcoholgebruik na de slechte zestiende etappe, de cortison die hij nam voor zijn heup, een van nature veel te hoge testosteronverhouding en een combinatie van de grote inspanning en uitdroging.
Op 9 september maakte Landis bekend dat hij via zijn advocaat een verzoek bij het Amerikaanse antidopingagentschap USADA had ingediend om de aanklacht tegen hem in te trekken. Landis gaf aan over bewijs te beschikken dat er fouten zijn gemaakt bij zijn dopingtest. Een week eerder had hij het 370 pagina's tellende verslag van zijn dopingtest gekregen waaruit dat zou blijken.
In november van dat jaar kwam naar aanleiding van publicaties in de Franse krant Le Monde inderdaad naar buiten dat het dopinglaboratorium van Chatenay-Malabry een fout maakte bij de etikettering van de stalen. Het zou echter enkel een administratieve fout betreffen die de geldigheid van het B-staal niet in twijfel kan trekken. Een hernieuwde test van de B-stalen pakte in april 2007 opnieuw positief uit.
In februari 2007 maakte het Franse antidopingagentschap AFLD bekend dat Landis dat jaar niet in Frankrijk mocht rijden, dus ook niet in de Ronde van Frankrijk 2007. In ruil voor de toestemming van Landis stelde het AFLD zijn beslissing over de dopingaffaire uit tot na 14 mei, toen de USADA in eerste aanleg over deze zaak besliste. Landis werd schuldig bevonden en ging in hoger beroep.
Op 11 mei 2007 maakte Tour-baas Christian Prudhomme bekend dat Landis geschrapt werd als winnaar van de Ronde van Frankrijk 2006.
In juni bracht Landis zijn autobiografie uit met de titel Mijn verhaal.
Op 20 september 2007 sprak de arbitragecommissie van het Amerikaans antidopingagentschap (USADA) in het hoger beroep in de dopingzaak. Hij werd voor twee jaar geschorst.
Zonder dit af te wachten riep de Internationale Wielerunie (UCI) Óscar Pereiro uit tot winnaar van de Tour van 2006.
In februari 2010 was de schorsing van Landis afgelopen, maar geen ploeg van belang wilde hem contracteren. In februari werd hij beschuldigd van een inbraakpoging in het computersysteem van het Franse dopinglab te Châtenay-Malabry. In Frankrijk werd een arrestatiebevel tegen de Amerikaan uitgevaardigd.
Op 19 mei 2010 gaf Floyd Landis uiteindelijk toe jarenlang verboden middelen te hebben gebruikt. Dit nadat het Wall Street Journal een aantal e-mails van Landis in handen had gekregen waarin het dopinggebruik werd toegegeven. Landis gaf in een interview met ESPN aan 90.000 dollar per jaar aan doping te hebben uitgegeven en gaf het gebruik van epo en testosteronpleisters toe. Tevens beschuldigde hij Lance Armstrong van dopinggebruik. In 2012 was Landis een van de renners die getuigden in het door het Amerikaanse dopingagentschap USADA uitgevoerde onderzoek naar het dopinggebruik van Armstrong.

## Belangrijkste overwinningen
2000
- Ronde van Poitou-Charentes
- Proloog Ronde van Langkawi

2003
- 4e etappe Ronde van Frankrijk (ploegentijdrit) met Manuel Beltrán, Roberto Heras, George Hincapie, Vjatsjeslav Jekimov, Pavel Padrnos, Víctor Hugo Peña en Chechu Rubiera

2004
- 5e etappe Ronde van de Algarve
- Eindklassement Ronde van de Algarve
- 4e etappe Ronde van Frankrijk (ploegentijdrit) met José Azevedo, Manuel Beltrán, Vjatsjeslav Jekimov, Benjamin Noval, Pavel Padrnos en Chechu Rubiera
- 1e etappe Ronde van Spanje (ploegentijdrit) met Michael Barry, Manuel Beltrán, Benoît Joachim, Víctor Hugo Peña, Gennadi Michajlov, Antonio Cruz, Max van Heeswijk en David Zabriskie

2005
- 3e etappe Ronde van Georgia
- 1e etappe Ronde van Catalonië

2006
- 3e etappe Ronde van Californië
- Eindklassement Ronde van Californië
- 3e etappe Ronde van Georgia
- Eindklassement Ronde van Georgia
- Eindklassement Parijs-Nice
- 17e etappe Ronde van Frankrijk
- Eindklassement Ronde van Frankrijk

## Resultaten in voornaamste wedstrijden
| Jaar | Ronde van Italië | Ronde van Frankrijk | Ronde van Spanje |
| ---- | ---------------- | ------------------- | ---------------- |
| 2001 |                  |                     |                  |
| 2002 |                  | 61e                 |                  |
| 2003 |                  | 77e                 | 76e              |
| 2004 |                  | 23e                 | opgave           |
| 2005 |                  | 7e                  | opgave           |
| 2006 |                  | ↑ (1) *             |                  |

| Jaar | Milaan-San Remo | Amstel Gold Race | Luik-Bast.‑Luik | Waalse Pijl |  | WK op de weg |  | Wereldranglijsten |
| ---- | --------------- | ---------------- | --------------- | ----------- |  | ------------ |  | ----------------- |
| 2001 | 160e            |                  |                 |             |  |              |  |                   |
| 2002 |                 |                  |                 |             |  |              |  |                   |
| 2003 |                 |                  |                 |             |  | 60e          |  |                   |
| 2004 |                 | 29e              | 19e             | 25e         |  |              |  |                   |
| 2005 |                 |                  |                 |             |  |              |  | 76e (UPT)         |
| 2006 |                 |                  |                 |             |  |              |  |                   |

## Ploegen
- 1999 - Mercury Cycling Team
- 2000 - Mercury Cycling Team
- 2001 - Mercury Cycling Team
- 2002 - US Postal Service
- 2003 - US Postal Service-Berry Floor
- 2004 - US Postal Service-Berry Floor
- 2005 - Phonak Hearing Systems
- 2006 - Phonak Hearing Systems
- 2009 - OUCH presented by Maxxis
- 2010 - Bahati Foundation